# 薛平貴

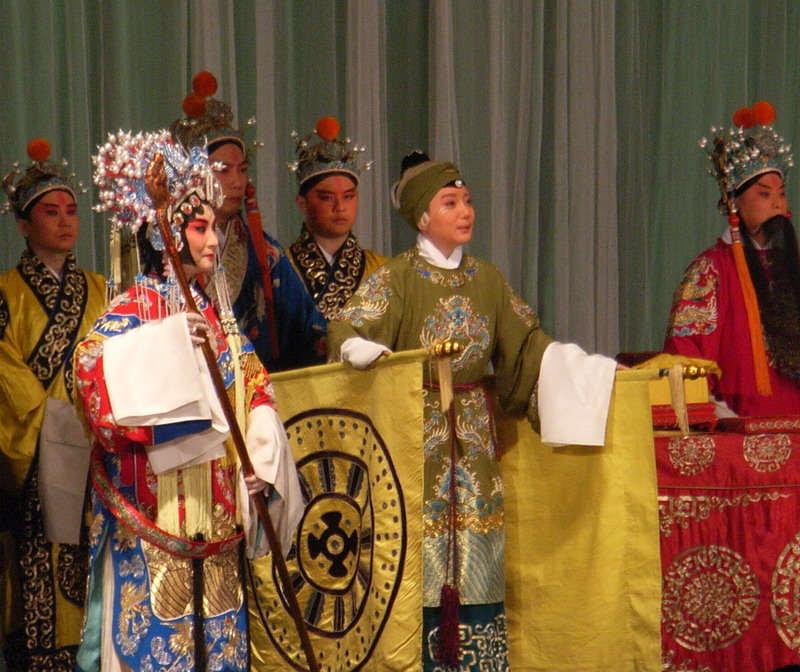
《紅鬃烈馬．大登殿》中的薛平貴

薛平貴，中國戲曲與民間故事中的虛構人物，也改編爲電影。故事背景設定在唐代，主要劇情爲出身貧寒的軍人薛平貴與相國之女王寶釧成婚，但薛平貴在征討西涼時被俘虜，因相貌俊美而娶了西涼公主，與寶釧分離十八年，最後薛平貴爲大唐平定了西涼，還找回了王寶釧，以一家和樂團圓坐收。

## 由來
楊憲益在《零墨新箋》，內有〈薛平貴故事的來源〉一文，認爲與北歐傳說〈熊皮〉相近，在唐宋時傳入中國。元曲中有〈薛仁貴衣錦榮歸〉。

## 歌謠
臺灣歌仔戲《薛平貴與王寶釧》唱詞：「身騎白馬走三關，改換素衣回中原，放下西涼无儂管，一心只想王寶釧」，成為名歌《身騎白馬》。

## 其他
- 臺灣有些歌仔冊版本作石平貴，是因為當地語音中，「石」（文讀si̍k）、「薛」（sih）音近。